# Romuald Żurakowski
Romuald Żurakowski (ur. 9 lub 22 sierpnia 1885, zm. 29 sierpnia 1955) – pułkownik piechoty Wojska Polskiego, kawaler Orderu Virtuti Militari.

## Życiorys
Urodził się 9 lub 22 sierpnia 1885. 25 grudnia 1918 został przydzielony do 21 pułku piechoty. 15 stycznia 1919 został formalnie przyjęty do Wojska Polskiego z byłych Korpusów Wschodnich i byłej armii rosyjskiej, z zatwierdzeniem posiadanego stopnia kapitana ze starszeństwem od 1 stycznia 1918. Został awansowany do stopnia majora piechoty. Wziął udział w wojnie polsko-bolszewickiej. W jednostce pełnił stanowisko dowódcy pułku od 28 listopada 1919 do 9 marca 1920, następnie od 28 do 30 lipca 1920. Został awansowany do stopnia podpułkownika piechoty ze starszeństwem z dniem 1 czerwca 1919, a następnie d stopnia pułkownika piechoty ze starszeństwem z dniem 15 sierpnia 1924. Od 1923 nadał dowodził 21 pułkiem piechoty, w tym w 1923 w stopniu podpułkownika jako p.o. dowódcy pułku, a od 1924 jako pułkownik formalnie dowódca. Z dniem 25 września 1924 roku został zwolniony z obowiązków zastępcy członka Oficerskiego Trybunału Orzekającego. W sierpniu 1926 został mianowany dowódcą piechoty dywizyjnej 28 Dywizji Piechoty w Warszawie. Stanowisko pełnił do 3 sierpnia 1931, gdy został mianowany pomocnikiem dowódcy Okręgu Korpusu Nr I do spraw uzupełnień. W grudniu 1934 został zwolniony z zajmowanego stanowiska. Z dniem 30 listopada 1935 został przeniesiony w stan spoczynku. Był żonaty.
Zmarł 29 sierpnia 1955. Został pochowany na cmentarzu Powązkowskim w Warszawie (kwatera 257a-3-21). 

## Ordery i odznaczenia
- Krzyż Srebrny Orderu Virtuti Militari nr 3649
- Krzyż Niepodległości (4 listopada 1933)[20][21]
- Krzyż Oficerski Orderu Odrodzenia Polski (przed 1932)
- Złoty Krzyż Zasługi (dwukrotnie: 10 sierpnia 1924[22][8], 11 listopada 1935[23])
- Krzyż Zasługi Wojsk Litwy Środkowej (1926)[24]
- Medal Pamiątkowy za Wojnę 1918–1921[25]
- Medal Dziesięciolecia Odzyskanej Niepodległości[25]
- Komandor Orderu Korony Rumunii (Rumunia)
- Medal Zwycięstwa (Médaille Interalliée)
- Medal 10 Rocznicy Wojny Niepodległościowej (Łotwa, 1929)[26]